# Từ Kính Thành
Từ Kính Thành (chữ Hán: 徐敬成, 540 – 575), người An Lục, Hồ Bắc, tướng lĩnh nhà Trần thời Nam Bắc triều trong lịch sử Trung Quốc.

## ThờiVũ đế
Kính Thành là con của Tương Đông quận công Từ Độ. Ông từ nhỏ thông tuệ, ham đọc sách, sớm có tính cơ cảnh, giỏi đối đáp, kết giao với kẻ sĩ văn tài, được tiếng là biết nhìn người. Trưởng thành làm Trước tác lang.
Năm Vĩnh Định đầu tiên (557), Kính Thành lãnh quân bản bộ của Từ Độ, theo Chu Văn Dục, Hầu An Đô chinh phạt Vương Lâm, ở Độn Khẩu thua trận, bị Lâm bắt sống. Năm sau (558), cùng Văn Dục, An Đô thoát về, nhận chức Thái tử xá nhân, được thăng Tẩy mã. Từ Độ làm Ngô Quận thái thú, lấy ông làm Giám quận.

## ThờiVăn đế
Năm Thiên Gia thứ 2 (560), được thăng Thái tử trung xá nhân, được bái làm Tương Đông quận công thế tử. Năm thứ 4 (563), Từ Độ từ Tương Châu về triều, Kính Thành được lãnh hết quân đội tinh nhuệ của cha. Theo Chương Chiêu Đạt chinh phạt Trần Bảo Ứng, xong, nhận chức Trinh uy tướng quân, Dự Chương thái thú.

## ThờiPhế đế
Năm Quang Đại đầu tiên (567), Hoa Kiểu mưu phản, triều đình lấy Kính Thành làm Giả tiết, đô đốc Ba Châu chư quân sự, Vân kỳ tướng quân, Ba Châu thứ sử. Tiếp đó có chiếu cho ông nắm thủy quân, theo Ngô Minh Triệt chinh phạt Hoa Kiểu, xong, về châu. Năm thứ 2 (568), cha mất nên rời chức. Ngay sau đó được khởi dùng làm Trì tiết, đô đốc Nam Dự Châu chư quân sự, Tráng vũ tướng quân, Nam Dự Châu thứ sử.

## ThờiTuyên đế
Năm Thái Kiến thứ 4 (572), được tập tước Tương Đông quận công, thụ chức Thái tử hữu vệ soái. Năm thứ 5 (573), nhận chức Trinh uy tướng quân, Ngô Hưng thái thú. Năm ấy, Kính Thành theo đô đốc Ngô Minh Triệt bắc phạt, ra Tần Quận, được làm đô đốc riêng một cánh quân, cưỡi chiến hạm Kim Sí, từ đập Âu Dương ngược dòng Trường Giang đến Quảng Lăng . Quân Bắc Tề đều cố thủ, không dám ra. Từ hồ Phồn Lương xuôi sông Hoài, vây thành Hoài Âm. Nhận chức Giám Bắc Duyện Châu. Trong vài ngày có đến mấy vạn người ở lưu vực Hoài, Tứ hưởng ứng, liền hạ được 3 quận Hoài Âm, Sơn Dương, Diêm Thành, rồi đến 2 thú Liên Khẩu, Cù Sơn. Tiếp tục tấn công Úc Châu, hạ được. Nhờ công được gia Thông trực tán kỵ thường thị, Vân kỳ tướng quân, tăng ấp 500 hộ. Kế đó được tiến hiệu Tráng vũ tướng quân, trấn Cù Sơn. Ông bị kết tội ở trong quân tự ý thu thuế, rồi giết những người mới quy phụ, nên bị miễn quan. Ngay sau đó được phục làm Trì tiết, đô đốc An, Nguyên, Đồng 3 châu chư quân sự, An Châu thứ sử, tướng quân như cũ, trấn Túc Dự.
Năm thứ 7 (575), mất, hưởng dương 36 tuổi. Được tặng Tán kỵ thường thị, thụy là Tư. Con là Sưởng kế tự.